# Resseliella fruticosi
Resseliella fruticosi är en tvåvingeart som först beskrevs av David Pitcher 1955.  Resseliella fruticosi ingår i släktet Resseliella och familjen gallmyggor. Inga underarter finns listade i Catalogue of Life.